# Wonderbook
Wonderbook er en augmented reality bog til PlayStation 3 konsollen. Brugeren har et fysisk bog-lignende objekt og historier kommer til live da softwaren viser digital indhold på PlayStation 3's skærm. Sony Computer Entertainment annoncerede stoffet på en pressekonference under Electronic Entertainment Expo 2012.

## Skabelse
Wonderbook blev annonceret under en Sony pressekonference ved Electronic Entertainment Expo i juni 2012, sammen med titlen Book of Spells baseret på Harry Potter universet, skrevet af J. K. Rowling. Det er en augmented reality bog der er designet til at blive brugt i samarbejde med PlayStation 3 elektronikken, PlayStation Move og PlayStation Eye. og den officielle sætning til den er "En bog, tusind historier". Den blev offentliggjort sammen med Book of Spells før Jul 2012.

## Compatible games
Moonbot Studios, som er primært et interaktiv fiktion selskab, arbejder på en titel ved navn Diggs Nightcrawler til systemet for at føre Wonderbook videre fra Book of Spells som er blevet skabt af Sony fabrikken og vil fungere som udgiver titel for systemet. Og som bonus er der lærerige titler i produktion som bonus til de fiktive historier.
Wonderbook indeholder computer vision blev skabt sammen med Computer Vision gruppen i Oxford Brookes University.
Sony's Worldwide Studios annoncerede også at de arbejder med BBC's Walking with Dinosaurs og Disney på kommende titler.
Ved E3 Expo i Los Angeles blev der annonceret en ny titel kaldet Book of Potions.

## Eksterne kilder og referencer
1. 1 2  "Wizard training for Muggles: Sony creates new Book of Spells game to keep Harry Potter fans happy". Daily Mail. 5. juni 2012. Hentet 5. juni 2012.
2. ↑  Robinson, Andy (5. juni 2012). "E3 2012: Sony announces intriguing Wonderbook for PS3 - Harry Potter author on board". Computer and Video Games. Hentet 5. juni 2012.
3. ↑  "Wonderbook; Book of Spells". PlayStation.com. Hentet 5. juni 2012.
4. ↑  Conditt, Jessica (4. juni 2012). "Sony's 'Wonderbook' makes reading more like TV with PlayStation Eye, includes J. K. Rowling's magic". Joystiq. Hentet 5. juni 2012.
5. 1 2  Langshaw, Mark (5. juni 2012). "E3 2012: 'Wonderbook' collaboration with JK Rowling announced by Sony". Digital Spy. Hentet 5. juni 2012.
6. ↑  Morris, Chris (3. juni 2012). "J.K. Rowling, Sony pact for 'Wonderbook'". Variety. Hentet 5. juni 2012.
7. ↑  Hoggins, Tom (5. juni 2012). "E3 2012: JK Rowling working with Sony on interactive storybook". The Daily Telegraph. Hentet 5. juni 2012.
8. ↑  Unveiling Wonderbook: 'Book of Potions' for PlayStation® 3